# Anaireta becgroc
L'anaireta becgroc (Anairetes flavirostris) és una espècie d'ocell de la família dels tirànids (Tyrannidae) que habita zones amb arbres i arbusts, sovint a prop de l'aigua, de les terres altes del Perú, Bolívia i l'Argentina.